# Aranel
Aranel ist eine Weißweinsorte. Es handelt sich um eine Neuzüchtung des Jahres 1961 von Paul Truel am Institut national de la recherche agronomique (INRA) Montpellier.

## Abstammung
Ist eine Kreuzung von den Sorten Grenache Gris × Saint-Pierre Doré.

Die Sorte erhielt im Jahr 1987 vom CTPS (Comité Technique Permanent de la Sélection) den Sortenschutz und wurde 1992 in die Liste empfohlenen Rebsorten aufgenommen.

## Ampelographische Sortenmerkmale
- Die Triebspitze ist offen. Sie ist leicht weißwollig behaart.  Die grünen Jungblätter sind noch leicht wollig behaart.
- Die dicken Blätter sind stark gebuchtet und drei- bis fünflappig. Die Stielbucht ist geschlossen. Der Blattrand ist spitz gesägt. Die Zähne sind im Vergleich zu anderen Rebsorten mittelweit gesetzt. Die Blattoberfläche (auch Spreite genannt) ist blasig derb strukturiert.
- Die walzen- bis kegelförmige Traube ist groß, geschultert und dichtbeerig. Die rundlichen Beeren sind klein. Sie sind bei Vollreife von goldgelber Farbe.

Reife: Die Rebsorte ‘Aranel’ reift circa 20 – 22 Tage nach dem ‘Gutedel’ und gilt als mittelspät reifend.

## Eigenschaften
Die Sorte ist kaum anfällig gegen die Grauschimmelfäule.

## Ertrag
Die Neuzüchtung bringt hohe Erträge.

## Verbreitung
In Frankreich ist sie in allen Weinbauregionen zugelassen, wird jedoch kaum angebaut. Ende der 1900er Jahre war eine bestockte Rebfläche von 5 Hektar bekannt.